# Jaap Meijer
Jacob ("Jaap") Meijer (20 de abril de 1905 — 2 de dezembro de 1943) foi um ciclista de pista holandês, que representou os Países Baixos nos Jogos Olímpicos de 1924 em Paris, França. Lá, conquistou a medalha de prata na prova de velocidade, atrás do ciclista francês Lucien Michard.